# イスラームと反ユダヤ主義
イスラームと反ユダヤ主義（イスラームとはんユダヤしゅぎ）では、イスラームと反ユダヤ主義の関係について記述する。

## 概説
一般に前近代のイスラム世界ではキリスト教世界に比べてユダヤ人の地位は良好だったという意見が学会の主流である。これをやや理想化したものとして、「ユダヤ人はキリスト教世界に於いてはしばしば支配者によるスケープゴートとして虐殺や追放などの迫害を受けてきたが、イスラム世界では寛容の精神の元、平和に暮らすことが出来た」という意見が主張されることも多い。しかし、前近代のイスラーム世界に於いて、ユダヤ人は同じ啓典の民でありつつも庇護民を意味する二級市民ズィンミーとして処遇された。クルアーンではユダヤ人は教えを守れば天国におくられるものの、その中の少なくない人々が教えを裏切るとしつつ、これを許して見逃すように記されている。預言者ムハンマドはメディナ憲章に違反したユダヤ教徒部族クライザ族などには厳しい制裁を下した一方、アウフ族やサイーダ族など友好的協力的なユダヤ教徒部族には庇護を与えた。
イスラム世界に於ける反ユダヤ主義の実情について、親イスラーム主義的学者や反イスラーム主義的学者、ユダヤ人、非ユダヤ人、ムスリム、非ムスリムなど様々な立場からの意見が提出され、現在でも論争が継続している。

## 歴史

### ムハンマド時代
622年にムハンマドは紛争の調停のためにマディーナに移った。ムハンマドはマディーナのユダヤ教徒に受け入れてもらえると期待していたが、マディーナのラビは嘲ったため、論争が始まった。ムハンマドはモーセら預言者が神の使徒であることを確証した書物をラビたちに提示するよう求めたが、ラビたちは拒否した。こうしてムハンマドはユダヤ教徒は神から与えられた書物を誤解しており、その誤解を正すために神がアラビア語でムハンマドに啓示したと結論した。またムハンマドは、アブラハムはモーセよりはるかに古い世代でありユダヤ教徒ではなかったとし、さらにアブラハムの子イシュマエルはアラブ人の祖先であるとして、ムハンマドは自分をアブラヒムの信仰を受け継ぐ者とした。ムハンマドはモーセとイエスを自分の先輩とみなしたが、現実のユダヤ教徒やキリスト教徒は神の真意を誤解していると批判した。クルアーン第二章ではユダヤ教徒への非難が書かれており、第三章ではキリスト教が批判されている。
マディーナには武装したユダヤ教徒の集落があったが、ムハンマド移住後は無害な集団以外は追放されたか撲滅された。624年のバドルの戦いでメッカ勢力に勝利したムハンマドは同年10月にマディーナのユダヤ教徒のカイヌカーウ族（カイヌカー族）と戦い、追放した。625年のウフドの戦いで敗北したムハンマドは626年3月にユダヤ教徒のナディール族を追放し、彼等の農園を没収した。627年のハンダクの戦いでメッカのクライシュ族はイスラムに敗北し、5月にはメッカ側についたユダヤ教徒のクライザ族の男は全て殺害され、女子は奴隷として売却された（クライザ族虐殺事件)。マディーナを追放されたユダヤ教徒のナディール族はハイバルに住んでいたが、ムハンマドは628年にハイバルを襲撃、農園の収穫物の半分をムハンマドに提供することを条件にナディール族は降伏し、さらに他のオアシスのユダヤ教徒もムハンマドに税を支払うことを受け入れた。

### マディーナ憲章
マディーナ憲章では、ユダヤ教徒の宗教文化や財産を保護されると同時に、ユダヤ教徒は教団国家に従うことが前提とされ、外部からの防衛や戦費負担も義務づけられた。ユダヤ教徒は後にジンマの民（ズィンミー）とされ、反イスラム的行動をとらず、ジズヤ税（人頭税）を支払い、イスラムの公権力に従うことを条件に庇護された。しかし、マディーナのユダヤ教徒は憲章に従わなかった。

### クルアーン
三代カリフウスマーン・イブン・アッファーン時代の650年頃に成立したクルアーンではユダヤ教徒とキリスト教徒を「啓典の民」と呼び、マッカの多神教徒や異教徒たちから区別して認めた。イスラムではユダヤ教徒はヤフード、または「イスラエルの子孫(バヌー/バニー・イスラエル)」と呼ぶ。「われらは律法の書(トーラー)を下し、その中には導きと光がある」さらに「これらの者はアッラーが導き給うた者である。それゆえ彼らの導きに倣えとする。
しかし、イスラームはユダヤ教徒が啓示を改ざんしたと批判する(クルアーン2章41- 42節、同75-79、174節、4章46節、5章41節、7章162節)。
また、ユダヤ教徒が神から授かった啓示の基準や規範に応えていないとして、「おまえたちの許にはムーサー（モーセ）が明証を携えてやって来たが、その後、おまえたちは彼の後に子牛を奉った。おまえたちは不正な者だった」(クルアーン2章 92節)、「律法の書(トーラー)を負わされ、その後それを負わなかった者たちの譬えは、書物を負うロバの譬えのようである」(クルアーン62章5節)と非難する。 
クルアーンによれば、ユダヤ教徒は天使ジブリール(ガブリエル)とミカエルに敵対する(クルアーン2章97-98節)。また、ウザイル(エズラ)を神の子として主張するのは、「神の子キリスト」というキリスト教と同じく、偽りであるとされる(クルアーン9章30節)。
ユダヤ教徒とキリスト教徒は自分を神の子として主張するが、ではなぜ神は罪に対して懲罰を与えるのか、「おまえたちは彼が創り給うた者のうちの人間である」と批判される(5章18節)。
また、ユダヤ教徒は禁じられている利息をとり、人々の財産を濫費したと非難される(クルアーン4章161節)。
ユダヤ教ではユダヤ教徒の振る舞いに関係なく、ユダヤ人がアブラハムの子孫であるということで選民とされるが、クルアーンはアブラハムが町を出た原因を、偶像崇拝から離れ、神によって啓示された真の宗教に回心するためだととする(21章51-112節)。

一方で、イスラム教では、宗教の強制的放棄や改宗はできない(クルアーン]2章256節)。
ムスリムの男性はシャリーアの判定の下で啓典の民であるユダヤ教徒やキリスト教徒の女性との結婚が認められており、改宗が強要されない(クルアーン5章5節)。第3代正統カリフウスマーン・イブン・アッファーン、タルハ・イブ ン・ウバイドゥッラー、フダイファ・アル=ヤマーニー、ムギーラ・イブン・シュバーらはユダヤ教徒やキリスト教徒の妻を娶っていた。ただし、ムスリムの女性は、他の啓典の民の男性と結婚できない。
833年にはサイダにシドン・シナゴーグが建立された。

### ファーティマ朝
イスラム王朝のファーティマ朝では、第6代カリフアル・ハーキム（在位996年 - 1021年）がキリスト教とユダヤ教を弾圧した。
1009年、ファーティマ朝が聖墳墓教会を破壊した。フランスをはじめ西ヨーロッパ諸国で、この聖墳墓教会破壊について、ユダヤ人が破壊をそそのかしたという噂が流布し、局地的に強制改宗や追放がなされた。これ以降、イスラム教徒とユダヤ教徒がキリスト教世界の覆滅を共謀しているという見方が一般的なものとなり、復活祭にはユダヤ共同体の長が平手打ちを受けるという慣習がはじまった。

### ムラービト朝
1066年、イスラムムラービト朝支配下のアンダルスでベルベル・ユダヤ人が殺害される グラナダ虐殺が起こった。

### ムワッヒド朝のマグレブ・アンダルス
北アフリカのマグレブに起こったムワッヒド朝（1130年 - 1269年）では、キリスト教徒、ユダヤ教徒への迫害を行った。
ムワッヒド朝下のアンダルスやマグレブでは両教徒に対する強制改宗（剣かコーランか）が発生し、アンダルスのユダヤ人は北部のキリスト教徒支配地域やエジプトなどに逃れるか、イスラームへの偽装棄教を余儀無くされた。マイモニデスもその一人で、虐殺を逃れるためイスラームに偽装改宗し、後にエジプトでムスリムの実力者とのコネを用いてユダヤ教への復帰をシャリーア法廷で認めさせた。しかしこのようなことは極めて難しく、殆どの場合棄教と見做され死刑宣告を受けた。

### イギリス委任統治領パレスチナの建設以降
イギリス帝国は第一次世界大戦の中東戦域でオスマン帝国に勝利すると、パレスチナを占領した。このパレスチナ作戦には、シオニストのゼエヴ・ジャボチンスキーも協力した。1917年4月にイギリス軍がガザを占領する。
イギリスが主導したシオニズムとパレスチナ問題についてカトリック側は反発し、教皇ベネディクトゥス15世は1919年3月10日の枢機卿会議で、先人のキリスト教徒たちが異教徒の軛から解き放つ努力をしてきた土地をユダヤ人に提供することに怒りを表明した。フランスのカトリック新聞『ドキュメンタシオン・カトリック』紙は、ユダヤ教の政治的支配に対抗してキリスト教徒はイスラム教徒と連帯する必要があると主張した。
反シオニズムは1948年の中東戦争以降のものと受け止められることが多いが、このように第一次世界大戦直後から反シオニズムは存在していた。
1922年7月24日には国際連盟でイギリス委任統治領パレスチナが承認されたが、その後、アラブ人・パレスチナ人による反ユダヤ人暴動が度々発生し、1929年8月の嘆きの壁事件ではユダヤ人・アラブ人双方が100名以上が犠牲となった。

### パレスチナ独立戦争 (1936-1939)
1936年、世界ユダヤ人会議が結成された。同年、パレスチナ・アラブ大蜂起(パレスチナ独立戦争)が始まり、1939年まで続いた。この大蜂起ではイギリス軍の報復によってアラブ人の犠牲者がユダヤ人、イギリス人よりも上回った。

### ナチスとの関係

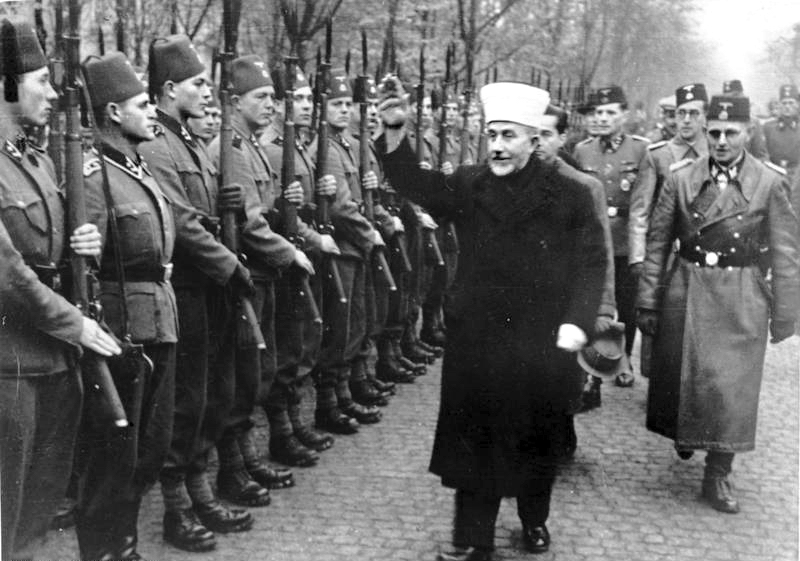
アミーン・フサイニーの閲兵を受ける武装親衛隊員

1941年11月28日、反シオニストのアラブ人指導者アミーン・フサイニーがヒトラーと会見し、「ドイツとアラブはイギリス人、ユダヤ人、共産主義者という共通の敵がいる」と述べた。
第二次世界大戦時にはヨーロッパのイスラム教徒の中には武装親衛隊第13SS武装山岳師団に志願し反シオニズムの立場をとるものもいた。

### イスラエル建国と中東戦争、そして21世紀の情勢
パレスチナ問題は第二次世界大戦後も中東戦争などの結果をもたらしていった。
1947年11月に国際連合でパレスチナ分割決議が採択されると、アラブ側は反発し、パレスチナ内戦が始まった。1948年4月にはデイル・ヤシーン事件やハダサー医療従事者虐殺事件が起きた。1948年5月14日にイギリスが委任統治を終了すると、同時にイスラエルが独立を宣言した。翌日、中東戦争が勃発した。当初はアラブ軍優勢であったが、イスラエル側は国防軍を編成して反攻し、1949年7月の停戦までにパレスチナの大部分をイスラエルが獲得した。その後も1956年に第二次中東戦争、1967年に第三次中東戦争、1973年の第四次中東戦争が起こった。
1980年代にイスラエルはゴラン高原併合、レバノン侵攻、1987年の第1次インティファーダ弾圧などを実施していったが、こうした軍事行動に対する国際的な批判に対してイスラエルは「シオニズム批判は反ユダヤ主義である」と反論して内外の言論人を脅かした。
イスラエル人とパレスチナ人との紛争は続き、2000年の第2次インティファーダ、2006年のガザ侵攻、2008年のガザ紛争、2014年のガザ侵攻が起こった。
2016年12月24日には国連がイスラエルのパレスチナ自治区内入植活動を非難する決議を採択した。イスラエルはこの非難決議に対して、フランス人がパリに、アメリカ人がワシントンに住居を建設するのを禁止する行為に等しいと反発した。
2008年にイスラエルは、パレスチナ軍事占領に対する武力による抵抗やハマースの活動に対する報復攻撃に際して、パレスチナ人のホロコーストをほのめかす発言を行った。
イスラエルのパレスチナ占領とパレスチナ人に対する弾圧行為、およびシオニストの反アラブ・反イスラーム的とされる態度への反発からイスラム世界では反ユダヤ主義が高まっており、パレスチナのハマースも含めイスラム原理主義組織の中にはユダヤ人を敵として宣言したものが多数存在する。
サウジアラビアでは、すべてがユダヤ人のせいにされ、エアコンや蛇口の故障もユダヤ人のせいにされると元イスラム教徒のアヤーン・ヒルシ・アリは報告している。

## 論評
ユダヤ系歴史学者バーナード・ルイスは 20世紀以前のイスラムについて「ムスリム支配下のユダヤ教徒とキリスト教徒は、ムスリムでないという理由で殉教を余儀なくされることはなかった」という。
ラビのアムラン・ブラウは、政治的シオニズムが台頭する以前、ユダヤ教徒とアラブ人が共存してきたと言った。
現代正統派ユダヤ教の家に生まれた作家デニス・プレガーと、ラビのジョーゼフ・テルシュキンは以下のように言う。
| 「 | イスラム教徒の反ユダヤ教に関する根深い神学上の原点を理解し、2000年間連綿と続くイスラム教徒とその世界の反ユダヤ史を認知することによってのみ、今日のイスラム教徒のイスラエルへの憎悪が理解できる。 ユダヤ人国家の建国が、イスラム教徒の憎悪をもたらしたのではない。それは反ユダヤ主義を強固にし、新しい論点を提供したにすぎない。 神学上の原点と長い反ユダヤの歴史を知るとき初めて「『シオニズム運動』以前には、ユダヤ人とイスラム教徒とは調和を保って暮らしていたし、イスラム教もイスラム教徒も、ユダヤ人に対して憎悪を抱いたことはなかった」というイスラエルの敵の主張が、いかに欺備に満ちたものであるかをはっきりと認識できる。 イスラム教徒の中でユダヤ人が自らを劣った存在であると認めるかぎりにおいては、ユダヤ人の自尊心は傷つけられることはあっても、存在することは許された。しかし、ユダヤ人がひとたび「劣った存在」でいることに反旗をひるがえし、1500年間にもわたった隷属の状態の末に主権者となり、最悪なことには、ユダヤ人たちが長らく続治されてきた土地で一部のイスラム教徒を今やユダヤ人が統治すると決意するや、ユダヤ人の存在が、もはや我慢ならないものとなった。 熱烈なイスラム教徒の、イスラエルと「シオニズム」への憎悪は、完全に政治的な敵愾（がい）心を凌駕する憎悪である。イスラム教徒はイスラエルの打倒を求めるのではなく、絶滅を求める。多くのイスラム教徒にとつては、憎悪の根源はユダヤ人国家の存在にあり、イスラエルの政策ではなく、更に国境線の問題でさえもない。 論点は「反ユダヤ主義ではなく、「反シオニズム」にあるという、イスラム教徒とアラブの主張は、言い換えれば、ユダヤ人は、アラブのイスラム諸国の中で二級市民の地位に甘んじ、ユダヤ教がもつ「民族」的要素を表現しないかぎりは、個人としてのユダヤ人の存在を認めてもよいということを意味する。 しかし、ユダヤ人がイスラム教徒の中で平等を望み、「屈辱とみじめさ」以上の社会的地位を望むことは、高望みとされる。 | 」 |

ジェローム・サルターは、イスラエルとパレスチナの紛争の原因はアラブの反セム主義ではなく、「1300年以上のあいだパレスチナの住民の圧倒的多数がアラブ人であったにもかかわらず、ユダヤ教徒の国がパレスチナに建国されるべきだとするシオニズムの主張にある」と2001年に結論した。

## 脚註
1. ↑  ウリ・アブネリ「一人のイスラエル人が答える反ユダヤ主義Q＆A」『ナブルス通信』2004.3.5号, 2004年1月17日。
2. ↑  コーラン2章62節
3. ↑  コーラン5章13節
4. ↑  Guillaume 363, Stillman 122, ibn Kathir 2
5. ↑  Watt (1956), p.209
6. ↑  Charles Kurzman, Liberal Islam , p.172
7. ↑  佐藤次高『世界の歴史8 イスラーム世界の興隆』（1997)63頁
8. 1 2 3 4 5 6 7 8 9 10 11  #イスラームの歴史1,pp.58-73.
9. 1 2 3 4  小杉泰「初期イスラーム」の規範性をめぐる考察 一「共存の原理」の原型としての「マディーナ憲章」国際大学中東研究所紀要2号(1986-12-01)
10. 1 2 3 4 5 6 7 8 9 10 11 12 13 14 15 16 17 18  ムハンマド・ハーシム・カマリー(Mohammad Hashim Kamali)「イスラームとユダヤ教  ―法的・神学的視点から―」一神教学際研究 5,2010年2月
11. ↑  #イスラームの歴史1,p.94.
12. ↑  クルアーン5章44節
13. ↑  クルアーン6章90節
14. 1 2  #ポリアコフ 1.p.50-59.
15. 1 2 3  世界歴史体系 フランス史1,p419-422.
16. 1 2 3  ポリアコフ 4巻,p.372-386.
17. ↑  『ドキュメンタシオン・カトリック』紙1920年1月31日
18. ↑  David Kaiser,What Hitler and the Grand Mufti Really Said,TIME,October 22, 2015.
19. ↑   #河野 2001,p.303-342.
20. ↑  Israel settlements: Netanyahu rejects 'shameful' UN vote,BBC,24 December 2016.日本経済新聞2016/12/24.
21. ↑  U.S. Abstains From U.N. Vote Condemning Israeli Settlements, DECEMBER 23, 2016,4:33 PM,Foreignpolicy.
22. ↑  Dozens die in Israel-Gaza clashes, BBC, 2 March 2008.
Nidal al-Mughrabi, "Israel warns Gaza of "shoah"", ロイター通信、2008年3月1日。
23. ↑  Anthony Julius (2010). Trials of the Diaspora: A History of Anti-Semitism in England. Oxford University Press,p.16.
24. ↑  Dennis Prager, Joseh Telushkin "Why The Jews: The Reason For Antisemitism"
松宮克昌 訳『ユダヤ人はなぜ迫害されたか』, p213, 214 などから要約
25. ↑  Corrine Whitlatch, “The Christian Zionist Distortion,”in Aftab Ahmad Malik, With God on Our Side: Politics and Theology of the War on Terrorism, Bristol, U.K: Amal Press, 2005.Jerome Salter, “What Went Wrong? The Collapse of the Israeli-Palestinian Peace Process,”Political Science Quarterly, vol. 116, no. 2, 2001.